# Прейпич Микола Христофорович
Микола Христофорович Прейпич (27 жовтня 1896 — 23 лютого 1946) — радянський астроном-метролог.

## Біографія
Народився в Режиці (нині — Латвія), вищу освіту здобув у Петроградському і Саратовському університетах, останній закінчив у 1921. У 1919—1921 служив в Червоній Армії. З 1922 був керівником лабораторії часу Головної палати мір і ваги (пізніше Всесоюзний науково-дослідний інститут метрології ім. Д. І. Менделєєва). З 1935 — професор.
Основні праці в області астрономічного визначення часу. Розробив методику всіх основних операцій з визначення точного часу, прийому ритмічних радіосигналів (спосіб Кука—Прейпича), зберігання часу, інтерполяції і екстраполяції часу із застосуванням методів теорії ймовірностей, об'єднанню результатів різних служб часу і обчисленню зведених моментів ритмічних сигналів. Автор 12 винаходів у галузі підвищення точності і контролю вимірювань часу, в тому числі приладу Прейпича—Барановського. Завдяки діяльності керована Прейпичем лабораторія часу стала провідною в СРСР, а в 1924, після встановлення наукових зв'язків з Міжнародним бюро часу в Парижі, увійшла в число 9 головних служб часу світу. Брав активну участь у діяльності Комісії з техніки служби часу та Комітету служби часу Відділення фізико-технічних наук АН СРСР, а також у роботах комісій з термінології та вироблення загальносоюзних стандартів .
Лауреат премії Менделєєвського конкурсу метрологічних робіт за роботу зі складання зведених моментів.